# Maler von Oxford 1949
Der Maler von Oxford 1949 war ein griechischer Vasenmaler, der Ende des 6. Jahrhunderts v. Chr. in Athen tätig war.
Der Maler von Oxford 1949 gehört zu den frühesten rotfigurigen Vasenmalern. Er wurde von John D. Beazley als eigenständige Malerpersönlichkeit erkannt und nach einem Lekythos im Ashmolean Museum in Oxford benannt. Daneben wurden ihm aufgrund stilistischer Gemeinsamkeiten mit der Namenvase nur zwei weitere Werke, eine Oinochoe und eine Schale, zugewiesen. Beazley setzt den Maler von Oxford 1949 hinter den vermutlichen Erfinder des Stils, den Andokides-Maler und Oltos an die dritte Stelle seiner Chronologie der rotfigurigen Vasenmalerei und damit noch vor den Goluchow-Maler und die Vasenmaler der Pioniergruppe. Damit muss er um das Jahr 530 v. Chr. oder wenig später aktiv gewesen sein. Einige Forscher wie Dyfri Williams gehen davon aus, dass unter Umständen nicht der Andokides-Maler, sondern der qualitativ schwache Maler von Oxford 1949 oder alternativ auch der Maler des Vatikan-Reiters Erfinder des neuen Stils gewesen sein könnten, womit nicht in der Werkstatt des Andokides, sondern in der Werkstatt des auch sonst experimentierfreudigen und umtriebigen Nikosthenes der Ursprungsort des neuen Stils zu finden wäre.
Werke:
1. Lekythos, Ashmolean-Museum, Oxford, Inventarnummer 1949, Motiv: drei auf Stühlen sitzende Frauen[2].
2. Oinochoe, Ashmolean-Museum, Oxford, Inventarnummer 1911, Motiv: Amazonomachie, gefunden in Cerveteri[3].
3. Augenschale (fragmentiert), Musée Boulogne-sur-Mer, Motiv: Außenseite A Diskuswerfer, Außenseite B Frau mit Blume, Tondo fehlt[4].